# Frontière entre le New Hampshire et le Vermont

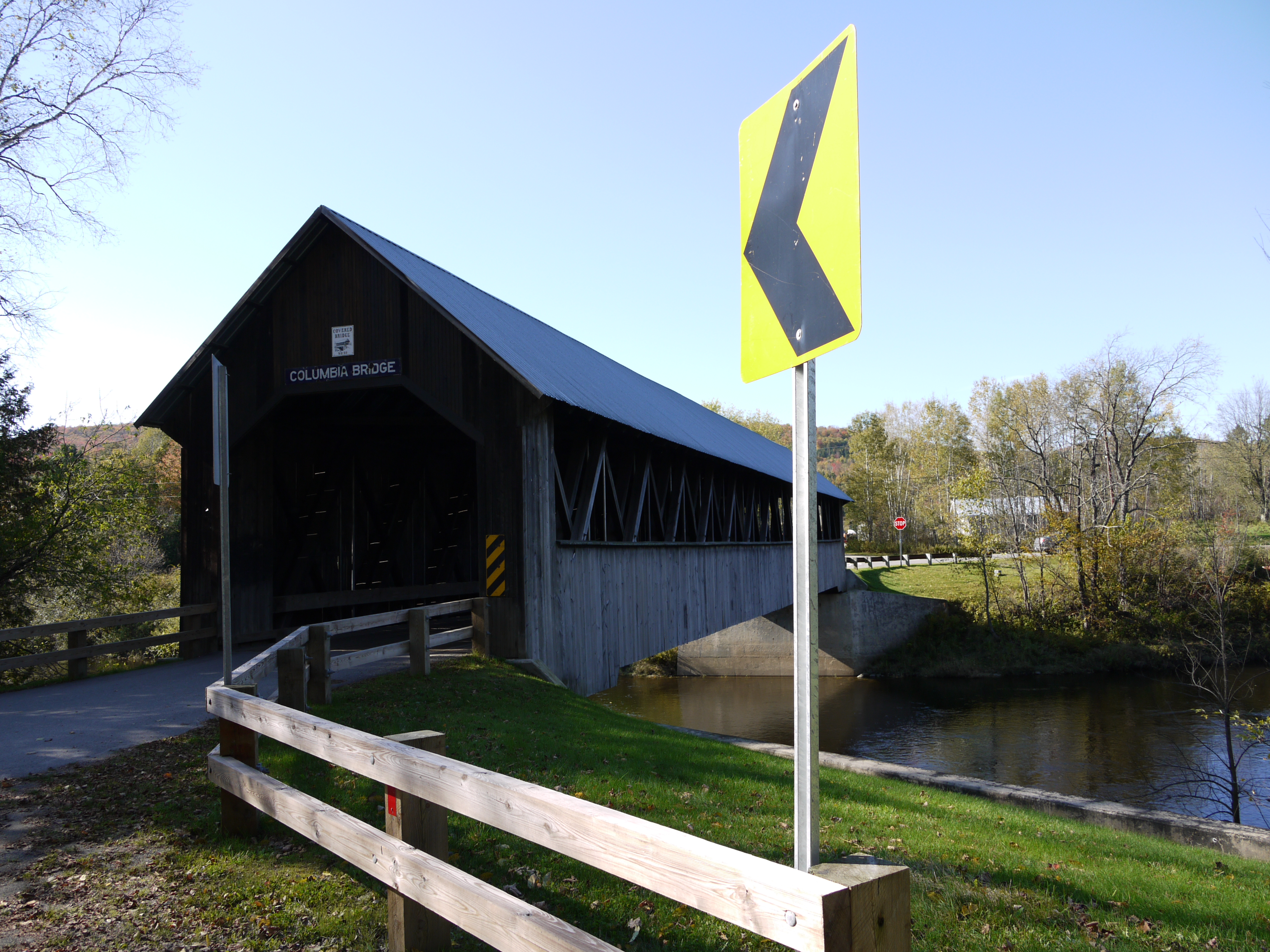
Le pont Columbia, sur le Connecticut, relie le New Hampshire et le Vermont.

La frontière entre le Vermont et le New Hampshire est une frontière intérieure des États-Unis délimitant les territoires du Vermont à l'ouest et le New Hampshire à l'est.
Elle fut établie en 1764 par le Parlement britannique qui la déclara comme étant la limite entre les provinces de New York (dont le Vermont faisait alors partie) et du New Hampshire.
Son tracé débute à la frontière internationale américano-canadienne et suit le cours du fleuve Connecticut jusqu'au niveau du 42° 43' nord.